# Rino Alessi
Rino Alessi, italijanski novinar, urednik in pisatelj, * 30. april 1885, Cervia, † 1. julij 1970, Cervia.

## Življenje in delo
Rodil se je v kraju Cervia v pokrajini Ravena. Učiteljišče je obiskoval v Forlimpopoli skupaj z Benitom Mussolinijem. Po končani šoli je bil nekaj let učitelj, potem pa se je posvetil novinarstvu. Sodeloval je predvsem pri takratnih socialističnih časopisih Avanti in Resto del Carlino. V letih 1911−1916 je urejal Il Giornale del Mattino v Bologni. Leta 1916 pa se je kot prostovoljec bojeval na Kalvariji 240 mnm visokem griču nad Podgoro pri Gorici. Kmalu nato pa so ga poklicali v vojni tiskovni urad. Od novembra 1919 do kapitulacije Italije 1943 je bil urednik tržaškega lista Il Picolo, po letu 1946 pa urednik lista Il Giornale di Trieste. Napisal je več dramskih del, ki so jih igrale vidnejše italijanski gledališke skupine. Njegovi igri je uprizorilo tudi ljubljansko Slovensko narodno gledališče; prvo Carerina de'Medici (prevod Pavel Golia) leta 1941, drugo Il caso del dottori Hirn (prevod D. Svetina) pa 1942. Poleg dram je napisal še več drugih del. Vrsta njegovih poročil s fonte v 1. svetovni vojni ni izšla v tisku. Iz tega gradiva je 1966 izdal knjigo Dell'Isonzo al Piave, ki odkriva ozadje dogodkov na določenem odseku fronte (poraz pri Kobaridu v 12. soški bitki). Alessi je bil kot urednik Picola velik nasprotnik vsemu, kar je bilo slovenskega.